# الضاحة (فرع العدين)

تعديل مصدري - تعديل

الضاحة محلة تابعة لقرية البادية، التابعة لعزلة المسيل بمديرية فرع العدين إحدى مديريات محافظة إب في الجمهورية اليمنية، بلغ تعداد سكانها 204 حسب تعداد اليمن لعام 2004.